# Kazue Fukiishi
Kazue Fukiishi (吹石一恵?, Fukiishi Kazue; Kashiba, 28 settembre 1982) è un'attrice e modella giapponese.

## Biografia
Iniziò la sua carriera nel 1997, interpretando uno dei personaggi principali di Tokimeki Memorial, un film per la televisione tratto dall'omonima serie di videogiochi per il quale incise anche la canzone Sepia no natsu no photograph (セピアの夏のフォトグラフ?), distribuita dalla BMG Japan. Nello stesso anno comparve nel dorama Love Generation nel ruolo della sorella della protagonista e divenne una gravure idol, venendo eletta Visual Queen of the Year per la Fuji Television. Nel 2001 fece il suo debutto al cinema.
Dal 2015 è sposata con Masaharu Fukuyama. Il loro primo figlio è nato nel dicembre del 2016.

## Filmografia

### Cinema
- Drug (ドラッグ?), regia di Hiroshi Sugawara (2001)
- Ashita wa kitto... (あしたはきっと…?), regia di Mitsuhiro Mihara (2001)
- Blue Remain (ルーリメイン?), regia di Hisaya Takabayashi e Toshifumi Takizawa – voce (2001)
- Toki no kaori: Remember Me (時の香り リメンバー・ミー?), regia di Naoto Yamakawa (2001)
- Sabu (さぶ?), regia di Takashi Miike (2002)
- Makai tenshô (魔界転生?), regia di Hideyuki Hirayama (2003)
- Ultraman Cosmos vs Ultraman Justice: The Final Battle (ウルトラマンコスモスVSウルトラマンジャスティス THE FINAL BATTLE?), regia di Kitaura Shimi (2003)
- The Call - Non rispondere (着信アリ?, Chakushin ari), regia di Takashi Miike (2004)
- Mura no shashinshuu (村の写真集?), regia di Mitsuhiro Mihara (2004)
- Noriko's Dinner Table (紀子の食卓?, Noriko no shokutaku), regia di Sion Sono (2006)
- Yuki ni negau koto (雪に願うこと?), regia di Kichitaro Negishi (2005)
- Naisu no mori: The First contact (ナイスの森: The First Contact?), regia di Katsuhito Ishii, Hajime Ishimine e Shunichiro Miki (2006)
- Ashita no kioku (明日の記憶?), regia di Yukihiko Tsutsumi (2006)
- Tegami (手紙?), regia di Jiro Shono (2006)
- Baburu e go!! Taimu mashin wa doramu-shiki (バブルへＧＯ!! タイムマシンはドラム式?), regia di Yasuo Baba (2007)
- Always zoku san-chome no yuhi (ALWAYS 続・三丁目の夕日?), regia di Takashi Yamazaki (2007)
- Sutekina yoru, boku ni kudasai (素敵な夜、ボクにください?), regia di Shun Nakahara (2007)
- Happy Flight (ハッピーフライト?), regia di Shinobu Yaguchi (2008)
- Haruyokoi (春よこい?), regia di Kenki Saegusa (2008)
- Rookies (ROOKIES?), regia di Yuichiro Hirakawa (2009)
- Tsuribaka nisshi 20 Final (釣りバカ日誌２０ ファイナル?), regia di Yuzo Asahara (2009)
- Saraba itoshi no daitoryo (さらば愛しの大統領?), regia di Daisuke Shibata, Sando Katsura (2010)
- The Last Message: Umizaru (THE LAST MESSAGE 海猿?), regia di Eiichiro Hasumi (2010)
- Gegege no nyobo (ゲゲゲの女房?), regia di Takuji Suzuki (2010)
- 13 assassini (十三人の刺客?, Juusan-nin no shikaku), regia di Takashi Miike (2010)
- Himitsu no Akko-chan - Il film (映画 ひみつのアッコちゃん?, Eiga Himitsu no Akko-chan), regia di Yasuhiro Kawamura (2012)
- Petal Dance (ペタル ダンス?), regia di Hiroshi Ishikawa (2013)
- Eien no Zero (永遠の0?), regia di Takashi Yamazaki (2013)
- Kamisama no karute 2 (神様のカルテ2?), regia di Yoshihiro Fukagawa (2014)
- Rokugatsudou no sanshimai (六月燈の三姉妹?), regia di Kiyoshi Sasabe (2014)
- Gin no saji Silver Spoon (銀の匙 Silver Spoon?), regia di Keisuke Yoshida (2014)
- Ouhi no yakata (王妃の館?), regia di Hajime Hashimoto (2015)
- S - Saigo no keikan - Dakkan Recovery of Our Future (S（エス)－最後の警官－奪還 RECOVERY OF OUR FUTURE?), regia di Shunichi Hirano (2015)
- School of Nursing (スクール・オブ・ナーシング?), regia di Satoshi Adachi (2016)

### Televisione
- Tokimeki Memorial (ときめきメモリアル?), regia di Hiroshi Sugawara – film TV (1997)
- Love Generation (ラブジェネレーション?) – serial TV (1997)
- PPOI! (っぽい?) – serial TV (1999)
- Ichigen no koto (一絃の琴?) – serial TV (2000)
- Kindaichi shonen no jikenbo (金田一少年の事件簿?) – serial TV (2001)
- Locker no hanako-san (ロッカーのハナコさん?) – serial TV (2002)
- Yoiko no mikata (よい子の味方 / よい子の味方 新米保育士物語?) – serial TV (2003)
- Shin yonigeya honpo (新・夜逃げ屋本舗?) – serial TV (2003)
- Densetsu no madam (伝説のマダム?) – serial TV (2003)
- Kaettekita locker no hanako-san (帰ってきたロッカーのハナコさん?) – serial TV (2003)
- Shinsengumi! (新選組！?) – serial TV (2004)
- Hyoheki (氷壁?) – serial TV (2006)
- Yuuki (ユウキ?), regia di Hiroshi Yoshino – film TV (2006)
- Karei naru ichizoku (華麗なる一族?) – serial TV (2007)
- Bambino! (バンビ～ノ！?) – serial TV (2007)
- Yamada Tarō monogatari (山田太郎ものがたり?) – serial TV (2007)
- Tengoku to jigoku (天国と地獄?), regia di Yasuo Tsuruhashi – film TV (2007)
- Full Swing (フルスイング?) – serial TV (2008)
- Rukizu (ルーキーズ?) – serial TV (2008)
- Loss: Time: Life (ロス：タイム：ライフ?) – serial TV (2008)
- Scandal (SCANDAL?) – serial TV (2008)
- Rookies SP (ルーキーズスペシャル?), regia di Jun Muto – film TV (2008)
- Kaze ni maiagaru vinyl sheet (風に舞いあがるビニールシート?) – serial TV (2009)
- Kanryotachi no natsu (官僚たちの夏?) – serial TV (2009)
- Nene (寧々?), regia di Akira Inoue, Nobuyuki Sakai e Tomohiko Yamashita – film TV (2009)
- Kokosei Restaurant (高校生レストラン?) – serial TV (2011)
- Barairo no seisen (バラ色の聖戦?) – serial TV (2011)
- Taira no kiyomori (平清盛?) – serial TV (2012)
- Lucky Seven (ラッキーセブン?) – serial TV (2012)
- Riyuu (理由?), regia di Takeyoshi Yamamoto – film TV (2012)
- Fuamiri konpurekkusu (ファミリー・コンプレックス?), regia di Mitsuru Kubota – film TV (2012)
- Tonbi (とんび?) – serial TV (2013)
- Furueru ushi (震える牛?) – serial TV (2013)
- Lucky Seven SP (ラッキーセブンSP?) – film TV (2013)
- Orinpikku no minoshirokin (オリンピックの身代金?), regia di Meiji Fujita – film TV (2013)
- S - Saigo no keikan (S（エス)－最後の警官?) – serial TV (2014)
- Mama to papa ga ikiru riyu (ママとパパが生きる理由?) – serial TV (2014)
- Kyabin atendanto kei (キャビンアテンダント刑事 ～ニューヨーク殺人事件～?), regia di Kunihiro Nagase – film TV (2014)
- I'm Home (アイムホーム?) – serial TV (2015)

## Riconoscimenti
- 2006 – Miglior attrice per Noriko's Dinner Table (紀子の食卓?, Noriko no shokutaku) al Bucheon International Fantastic Film Festival[6]
- 2007 – Miglior attrice non protagonista per Yuki ni negau koto (雪に願うこと?), Tegami (手紙?) e Ashita no kioku (明日の記憶?) al Yokohama Film Festival[7]

## Photobook
- Eiga Tokimeki Memorial Photobook - Summer Memory (映画 ときめきメモリアル PHOTOBOOK SUMMER MEMORY?), foto di Hideki Kohno, Wani Books, luglio 1997 - con Emiri Nakayama, Kanako Enomoto, Sayaka Yamaguchi e Akiko Yada.
- Kazue Fukiishi shashin-shū Route F (吹石一恵 写真集 ROUTE F?), foto di Tatsuo Watanabe, Kōdansha, ottobre 1997, ISBN 978-4063050424.
- Bishōjo shinseki Gazer (美少女新世紀GAZER?), Tokuma Shoten, 1998 - con Atsuko Sudoh.
- Shōjo kara... Fukiishi Kazue Memorial Photobook (少女から…吹石一恵メモリアルPHOTO BOOK?), Wani Books, aprile 2001, ISBN 978-4847025822.
- Rin (凛?), foto di Masashi Hashimoto, Gakken, gennaio 2001, ISBN 978-4054011410.
- Gekkan Kazue Fukiishi (月刊吹石一恵?), foto di Meisa Fujishiro, Shinchosha, aprile 2002, ISBN 978-4107900975.
- FUKIISHI, foto di Kouki Nishida, Shōgakukan, novembre 2002, ISBN 978-4093720519.